# Terminator Salvation
Terminator Salvation (bra: O Exterminador do Futuro - A Salvação; prt: Exterminador Implacável: A Salvação) é um filme americano de 2009, uma ficção científica pós-apocalíptica escrita por John Brancato e Michael Ferris, e dirigida por McG.
É o quarto filme da franquia The Terminator, com o ator Christian Bale como John Connor o futuro líder da resistência e Sam Worthington como o ciborgue Marcus Wright. O filme também apresenta um Kyle Reese do primeiro The Terminator como um adolescente, interpretado por Anton Yelchin, além de mostrar a origem do T-800. Terminator Salvation é ambientado no ano de 2018 e tem como eixo do enredo a guerra entre a humanidade e a Skynet.
Os direitos do filme pertencem a T Asset Acquisition Company LLC.

## Elenco
| Personagem     | Atores e Atrizes     |
| -------------- | -------------------- |
| John Connor    | Christian Bale       |
| Kyle Reese     | Anton Yelchin        |
| Marcus Wright  | Sam Worthington      |
| Kate Connor    | Bryce Dallas Howard  |
| Blair Williams | Moon Bloodgood       |
| Serena Kogan   | Helena Bonham Carter |
| Terminator     | Roland Kickinger     |
| Barnes         | Common               |
| Virgínia       | Jane Alexander       |
| Ashdown        | Michael Ironside     |
| Losenko        | Ivan G'Vera          |

## Controvérsias
Durante as filmagens, Bale ficou irritado com diretor de fotografia Shane Hurlbut, xingando-o e ameaçando deixar o filme. Bale pediu desculpas publicamente e disse que resolveu suas diferenças com Hurlbut, e que, quando ocorreu o incidente, continuaram de trabalhar em conjunto por muitas horas naquele dia.
Em março de 2009, o produtor Moritz Borman entrou com uma ação contra a Halcyon Company, pedindo US$ 160 milhões. Borman, que tinha arranjado a transferência dos direitos de "Terminator" para Halcyon em maio de 2007, declarou que dois gerentes da empresa, Derek Anderson e Victor Kubicek, havia "sequestrado" a produção e se recusaram a dar-lhe a sua parte de US$2,5 milhões da produção. Borman alegou que "derrapagens" orçamentais foram as razões de Anderson e Kubicek não pagá-lo e que tinham US$ 1 milhão em dívidas. No entanto, uma resolução "amigável" foi alcançado um mês depois.
Outras complicações ocorreram em 20 de maio de 2009, quando o produtor executivo Peter D. Graves, que havia informado a Anderson e Kubicek sobre os direitos de "Terminator", entrou com uma ação em arbitragem por quebra de contrato, alegando que devem a ele 750 mil dólares.

## Recepção
O site Rotten Tomatoes informou que o filme recebeu um índice de aprovação de 33%, com uma classificação média de 5/10 baseado em 267 comentários. No consenso do site diz: "Com o contar de histórias como robótica como vilões do filme, Terminator Salvation oferece uma abundância de grandes efeitos, mas não tem o coração dos filmes originais." Em comparação, o Metacritic, que atribui uma pontuação de 49 em 100 pontos, baseados em 46 avaliações, indicando "críticas mistas ou médias".
Roger Ebert do Chicago Sun-Times deu ao filme 2 de 4 estrelas, dizendo que "Após examinar o filme, eu ofereço-lhe meu resumo da história:. Guy morre, encontra-se ressuscitado, conhece outros. Lutas que tem a duração de quase duas horas." Michael Rechtshaffen do Hollywood Reporter escreveu que o filme não é o mesmo sem Arnold Schwarzenegger e que não cumpre o seu elemento dramático.